# Le Point
Le Point ist ein französisches politisches Wochenmagazin. Seine Aufmachung ähnelt derjenigen der amerikanischen Magazine Time und Newsweek. Das Blatt ist offen für vielfältige Meinungen, Analysen und Interviews; es gilt allgemein als bürgerlich-konservativ.
Sein Herausgeber Franz-Olivier Giesbert (* 1949) war zuvor Chefredakteur beim Nouvel Observateur und anschließend beim Figaro.

## Geschichte

### Gründung
Le Point wurde 1972 von einer Gruppe von Journalisten gegründet, die im Jahr zuvor die Redaktion von L’Express verlassen hatten, die damals von Jean-Jacques Servan-Schreiber geleitet wurde.
Unter den Gründern befanden sich Olivier Chevrillon als Generaldirektor sowie die Journalisten Claude Imbert, Jacques Duquesne, Pierre Billard, Georges Suffert, Henri Trinchet, Robert Franc, als Marketing- und Werbeleiter Philippe Ramond sowie als Manager Michel Bracciali. Dank des finanziellen Einsatzes der Hachette-Gruppe konnte diese Mannschaft bis zum Frühjahr 1972 eine Reihe namhafter Journalisten von großen Pariser Presseorganen abwerben.
Le Point setzte von Anfang an auf das Konzept eines Wochenmagazins ähnlich dem von Newsweek und Time Magazine.

### Wechselnde Besitzverhältnisse
Nach dem Sieg der Linken bei der Präsidentschaftswahl 1981 – von Mitte 1981 bis Mitte 1995 war François Mitterrand als erster Politiker der Parti socialiste (PS) französischer Staatspräsident – verließ die Zeitung die Groupe Hachette aus Furcht, diese könnte verstaatlicht werden und die Redaktion damit ihre Unabhängigkeit verlieren. Le Point schloss sich dem Kinounternehmen Gaumont an, das damals von Nicolas Seydoux geführt wurde. 1992 verkaufte Seydoux seine Anteile an die Générale Occidentale. Deren Muttergesellschaft, der Konzern Alcatel-Alsthom, besaß bereits das Magazin L’Express. Diese Verbindung führte dazu, dass L’Express und Le Point eine Anzeigengemeinschaft bildeten.
Alcatel-Alsthom wiederum übertrug im Oktober 1995 ihre Pressesparte an CEP communication, ein Tochterunternehmen der Havas-Gruppe, deren Hauptaktionär Alcatel-Alsthom war.
1997 übernahm der Geschäftsmann François Pinault über seine Finanzholding Groupe Artémis Le Point.

### Wichtige Daten
- 22. September 1975: Le Point erreicht die Gewinnschwelle und zählt 150 Mitarbeiter.
- 25. Februar 1982: Die Gaumont-Gruppe verkauft 51 % der Anteile an Hachette Livre.
- Dezember 1985: Nach dem Ausscheiden von Olivier Chevrillon wird Jacques Duquesne, zuvor stellvertretender Redaktionsleiter, Generaldirektor von Le Point.
- September 1992: Die Générale Occidentale erwirbt 40 % der Anteile.
- September 1992: Die Générale Occidentale wird Mehrheitsaktionär.
- 22. Januar 1994: Le Point senkt den Verkaufspreis und präsentiert sich in neuer Aufmachung: breiteres Format, neues Layout und neues Logo.
- 29. Januar 1994: Die erste Spezialausgabe für eine besondere Zielgruppe erscheint: Le Point Grandes écoles et universités (Le Point für Hochschulen).
- Oktober 1995: In Zusammenarbeit mit Business Week erscheint eine Wirtschaftsausgabe.
- Dezember 1997: Die Artémis-Holding unter François Pinault tritt als Mehrheitsaktionär ein.
- September 2000: Franz-Olivier Giesbert wird Direktor von Le Point. Claude Imbert ist nach wie vor Herausgeber.
- Januar 2001: Erneute Umgestaltung von Format, Layout und Logo.
- Dezember 2009: Der 33 Jahre alte Étienne Gernelle wird zum Chefredakteur ernannt.
- Im Februar 2012 bestätigt François Pinault Informationen des Wirtschaftsmagazins Challenges, dass Staatspräsident Nicolas Sarkozy von ihm (Pinault) gefordert habe, Giesbert bei 'Le Point' zu entlassen.[1]

## Verbreitete Gesamtauflage
| Titel    | 2002    | 2003    | 2004    | 2005    | 2006    | 2007    | 2008    | 2011    | 2012    | 2013    | 2014    | 2015    |
| Le Point | 358.909 | 371.615 | 391.952 | 396.633 | 408.931 | 443.956 | 443.738 | 408.546 | 412.286 | 399.291 | 383.559 | 364.133 |

Quelle: Geprüfte Auflagenzahlen des Office de Justification de la Diffusion, Stand 2016.

## Mitarbeiter

### Impressum
Im Gegensatz zu den üblichen Gepflogenheiten veröffentlicht Le Point seit einigen Jahren sein Impressum nur sporadisch (Stand 2009).

### Bekannte Mitarbeiter in Vergangenheit und Gegenwart
- Claude Allègre,
- Jacques-Pierre Amette
- Raymond Aron
- Jean-Paul Enthoven
- Bernard-Henri Lévy
- Jacques Marseille.
- Jean d’Ormesson
- Georges Perec
- Jean-François Revel
- Peter Sloterdijk